# Boureima Ouattara
Boureima Ouattara (sinh ngày 13 tháng 1 năm 1984) là một cầu thủ bóng đá người Burkina Faso đã giải nghệ thi đấu cho ASF Bobo-Dioulasso. Anh thi đấu cho Strømsgodset I.F. và CA Bastia.
Anh là một phần của đội hình Burkina Faso tại Cúp bóng đá châu Phi 2002, đội đứng cuối bảng B ở vòng Một, nên không thể có suất ở tứ kết. Anh cũng từng thi đấu tại Giải vô địch bóng đá trẻ thế giới 2003.
- 2001-2003 ASF Bobo-Dioulasso
- 2003-2006 Strømsgodset IF
- 2006 ASF Bobo-Dioulasso
- 2007 CA Bastia
- 2008-2009 ASF Bobo-Dioulasso